# بیچه

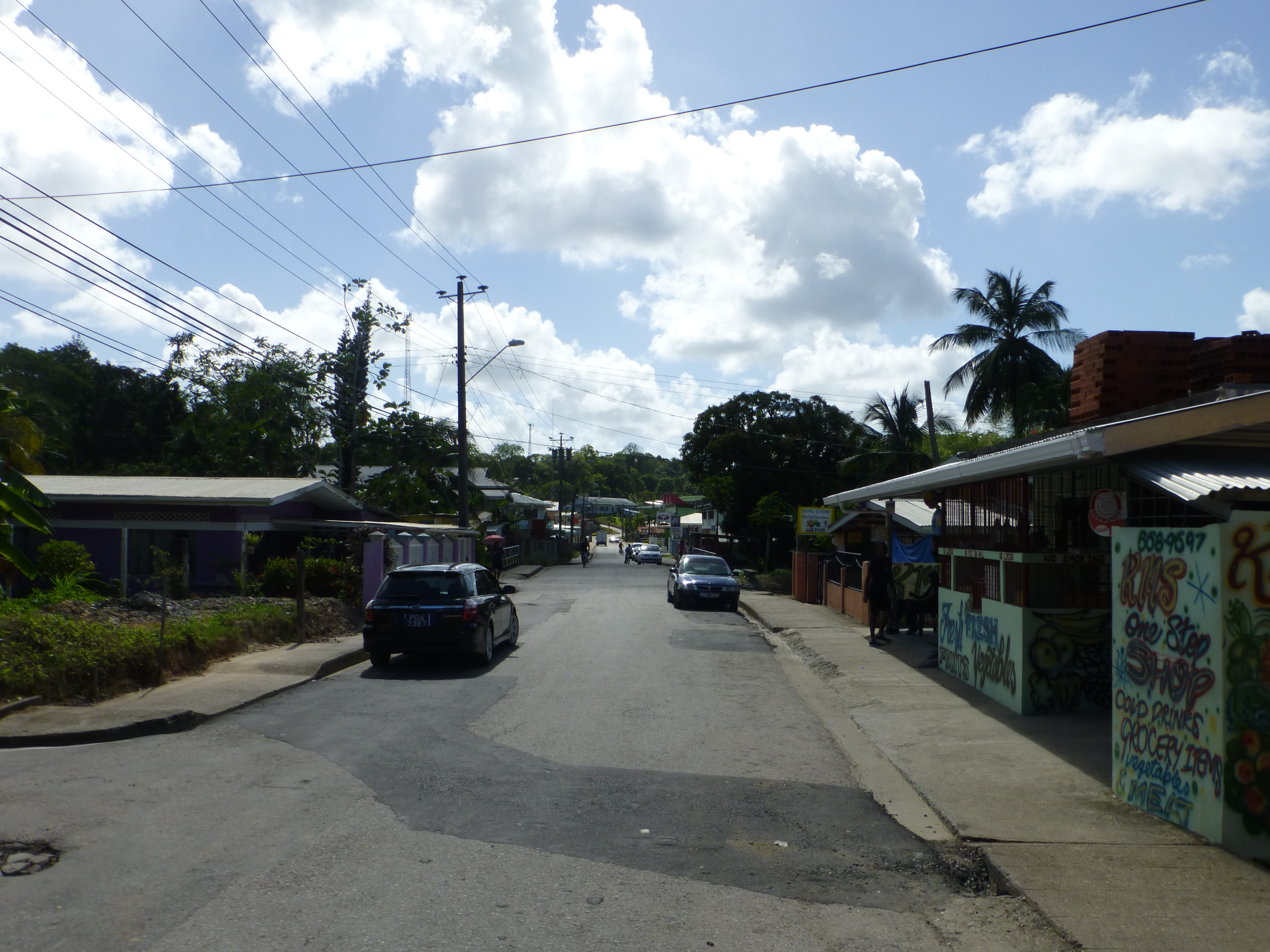
بیچه.

بیچه (به انگلیسی: Biche) شهری در کشور ترینیداد و توباگو، استان سانگره گرانده است که جمعیت آن در سرشماری سال ۲۰۰۵ میلادی ۲٫۸۴۴ نفر بوده‌است.

بِیچّه
بیچه مخفف واژه بی‌بی‌چه است. در لهجه هزارگی زبان فارسی آشپز زن را بیچه می‌گویند. به لحاظ اینکه آشپزی یک نوع شغل مناسب است و در میان هزاره‌ها بانوی که آشپزی یاد داشته باشد جایگاه شایسته دارد. و ضرب‌المثل است که می‌گویند: " نان به خانه هرکس است اما بیچه به خانه یک کس".